# Marcello Morgante
Marcello Morgante (* 23. März 1915 in Carpineto Sinello, Provinz Chieti, Italien; † 20. Mai 2007 in Ascoli Piceno) war ein italienischer Geistlicher und römisch-katholischer Bischof von Ascoli Piceno.

## Leben
Von 1924 bis 1935 studierte Marcello Morgante am Priesterseminar in Ravenna, am Päpstlichen Römischen Priesterseminar sowie 1940 bis 1945 am Pontificio Seminario Romano Giuridico Sant’Apollinare. Er machte Abschlüsse in Philosophie (magna cum laude) und Theologie (summa cum laude) sowie Kanonisches Recht (summa cum laude). Am 26. Februar 1938 empfing Morgante die Priesterweihe von Luigi Kardinal Traglia. Er war bei der Römischen Kurie als Anwalt, Diplomat mit Schwerpunkt Paläografie und am Archivio di Stato di Roma tätig.
Von 1947 bis 1957 war er Generalvikar der Erzdiözese Ravenna-Cervia, später auch als Diözesanadministrator. Am 16. Februar 1957 wurde er in Nachfolge von Ambrogio Squintani zum Bischof von Ascoli Piceno ernannt und von Giacomo Kardinal Lercaro geweiht. 1991 wurde sein Rücktrittsgesuch von Johannes Paul II. angenommen.
Marcello Morgante war unter als Mitglied der Kongregation für den Gottesdienst und die Sakramentenordnung an der Vorbereitung des Zweiten Vatikanischen Konzils beteiligt. Von 1963 bis 1971 war er Mitglied der Bischöflichen Kommission für die Heilige Liturgie in Italien („Commissione episcopale nazionale per la Sacra Liturgia“). Danach war er Präsident der Bischofskonferenz von Marken von 1971 bis 1991.
Ab 1985 war er zudem als Journalist und Publizist tätig. Er war 1981 zuständig für die Pressearbeit des Attentats von Ali Ağca auf Johannes Paul II.
Morgante wurde 1998 Großoffizier (Grand Ufficiale) der französischen Ehrenlegion.

## Schriften
- La parrocchia nel Codice di diritto canonico: Commento giuridico-pastorale, Distribuzione Commerciale edizioni paoline 1988, ISBN 88-215-0938-9
- Il Concordato tra la Santa Sede e la Repubblica italiana nella revisione del 18 febbraio 1984, Distribuzione Commerciale edizioni paoline 1988, ISBN 88-215-1461-7
- L'amministrazione dei beni temporali della Chiesa: Diritto canonico, diritto concordatario pastorale, Piemme 1993, ISBN 88-384-1948-5
- Dispensatori dei Mister di Dio, Libreria Editrice Rogate Roma 2006